# Червен корт
Червен корт (наричан още клей на английски: clay court е един от четирите вида тенис кортове. Покритието на тези кортове е изработено от натрошени шисти, камъни или тухли и макар в миналото да е било само червено на цвят, днес има три видаː червено, зелено и синьо. Червеното покритие от натрошени тухли (шамот) е най-бавно и се използва на един от четирите турнира от Големия шлем – Открито първенство на Франция.
Клей кортовете се използват предимно в Европа и Латинска Америка. В Съединените щати се използва зелен клей, който е различен от този в Европа и Латинска Америка. Въпреки че изграждането на този вид корт е по-евтино, поддръжката му е скъпа. Кортът трябва да бъде минаван с валяк, а съдържанието на вода балансирано.

## Особености
Клей кортовете благоприятстват удари с повече топспин (въртеливо движение) и игра в полукръг обикновено на около 1,5 до 3 метра от основната линия.
Шамотът се счита за бавна настилка, защото топките отскачат по-високо и по-бавно в сравнение с другите настилки. Затова е трудно играчът да направи удар, който да не може да бъде върнат. По този начин играта става по-продължителна с дълги разигравания. Ето защо червените кортове позволяват на играчи, играещи от основната линия с добър отбранителен стил, да доминират над останалите. Играчи като Рафаел Надал, Бьорн Борг, Крис Евърт и Жустин Енен имат силни представяния на Откритото първенство на Франция именно поради тази причина.

## Играчи
- Рафаел Надал
  - 13-кратен шампион от Откритото първенство на Франция
  - 8-кратен шампион в Монте Карло
  - 7-кратен шампион в Рим
  - 3-кратен шампион в Мадрид
  - 81 поредни победи на клей (април 2005 – май 2007 г.)
  - 59 победи и само една загуба на Ролан Гарос (2005 – 2013 г.)

- Жустин Енен
  - 4-кратен шампион от Откритото първенство на Франция

- Крис Евърт
  - 7-кратен шампион от Откритото първенство на Франция
  - 125 поредни победи на клей (август 1973 – 12 май 1979 г.)

- Гилермо Вилас
  - 46 трофея на клей